# Адміністративний устрій Лутугинського району
Адміністративний устрій Лутугинського району — адміністративно-територіальний устрій Лутугинського району Луганської області на 1 міську, 7 селищних та 8 сільських рад, які об'єднують 45 населених пунктів і підпорядковані Лутугинській районній раді. Адміністративний центр — місто Лутугине.

## Список радЛутугинського району
| №  | Назва                           | Центр               | Населені пункти                                                                                                 | Площа км² | Місце за площею | Населення (2001), осіб. | Місце за населенням |
| -- | ------------------------------- | ------------------- | --- | --------- | --------------- | ----------------------- | ------------------- |
| 1  | Лутугинська міська рада         | м. Лутугине         | м. Лутугине |           |                 |                         |                     |
| 2  | Білівська селищна рада          | смт Біле            | смт Біле |           |                 |                         |                     |
| 3  | Білоріченська селищна рада      | смт Білоріченський  | смт Білоріченський c-ще Збірне c-ще Комишуваха c-ще Комсомолець c-ще Шимшинівка                                 |           |                 |                         |                     |
| 4  | Врубівська селищна рада         | смт Врубівський     | смт Врубівський смт Леніна c-ще Новопавлівка                                                                    |           |                 |                         |                     |
| 5  | Георгіївська селищна рада       | смт Георгіївка      | смт Георгіївка с. Переможне                                                                                     |           |                 |                         |                     |
| 6  | Успенська селищна рада          | смт Успенка         | смт Успенка c-ще Мирне                                                                                          |           |                 |                         |                     |
| 7  | Челюскінська селищна рада       | смт Челюскінець     | смт Челюскінець                                                                                                 |           |                 |                         |                     |
| 8  | Юр'ївська селищна рада          | смт Юр'ївка         | смт Юр'ївка |           |                 |                         |                     |
| 9  | Веселотарасівська сільська рада | с. Весела Тарасівка | с. Весела Тарасівка с. Гайове                                                                                   |           |                 |                         |                     |
| 10 | Волнухинська сільська рада      | с. Волнухине        | с. Волнухине с. Верхня Оріхівка с. Карла Лібкнехта c-ще Ключове c-ще Лісне с. Новофедорівка с. Петро-Миколаївка |           |                 |                         |                     |
| 11 | Іллірійська сільська рада       | с. Іллірія          | с. Іллірія с. Велика Мартинівка с. Західне с. Мала Мартинівка с. Мала Юр'ївка с. Ушаківка c-ще Ясне             |           |                 |                         |                     |
| 12 | Кам'янська сільська рада        | с. Кам'янка         | с. Кам'янка с. Бокове с. Македонівка с. Паліївка                                                                |           |                 |                         |                     |
| 13 | Оріхівська сільська рада        | с. Оріхівка         | с. Оріхівка с. Круглик с. Новобулахівка с. Шовкова Протока                                                      |           |                 |                         |                     |
| 14 | Першозванівська сільська рада   | с. Першозванівка    | с. Першозванівка с. Глафірівка с. П'ятигорівка                                                                  |           |                 |                         |                     |
| 15 | Розкішнянська сільська рада     | с. Розкішне         | с. Розкішне |           |                 |                         |                     |
| 16 | Фабричненська сільська рада     | с-ще Фабричне       | с-ще Фабричне                                                                                                   |           |                 |                         |                     |

* Примітки: м. — місто, смт — селище міського типу, с. — село, с-ще — селище